# 加藤隼戰鬥隊

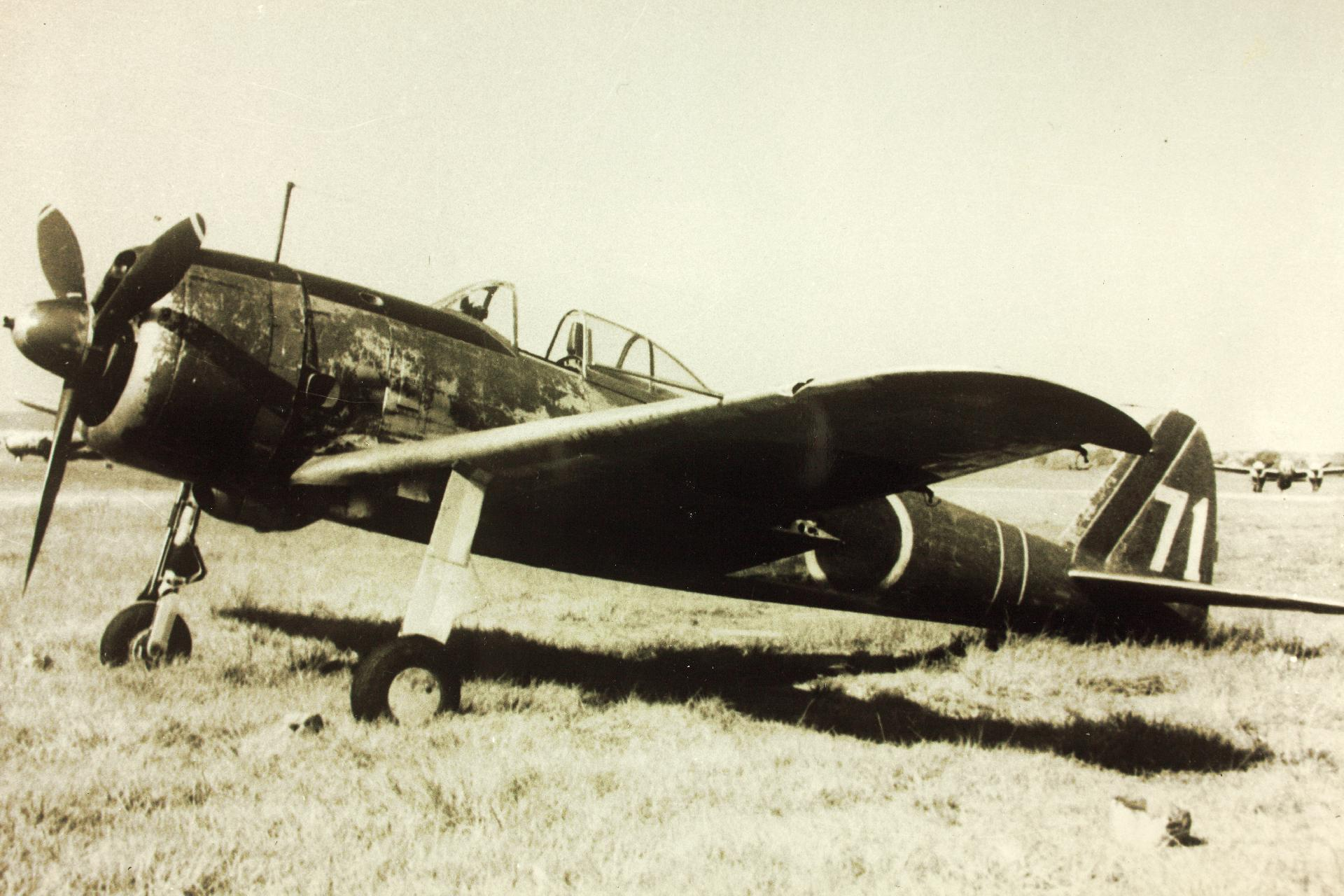
加藤隼戰鬥隊的主力的一式戰鬥機，綽號隼

加藤隼戰鬥隊（飛行第64戰隊）是太平洋戰爭初期由日本陸軍飛行戰隊加藤建夫陸軍中佐（戰死後為少將）率領的飛行戰隊（通稱號「高二一九四部隊」）主要是在南方戰線活躍，其後該隊的事跡拍攝成同名電影，而採用的軍歌（戰隊歌）亦相當有名。

## 歷史
1938年（昭和13年）8月1日，日本陸軍在中國河南省安陽縣的彰德機場集結飛行第2大隊（在立川成立的飛行第5聯隊改編）的第1、第2中隊、獨立飛行第9中隊（在平壤成軍的飛行第6聯隊所屬）三個飛行中隊共27架戰機合編，正式編制稱飛行第64戰隊，指揮官寺西多美彌少校。
在第64戰隊成軍前，飛行第2大隊隸屬在第一飛行團下，已經在華北轉戰多度，並在徐州會戰期間與中華民國空軍多度交戰。在1938年9月開始加入武漢會戰，10月9日輪調至廣東。1939年移防到海拉爾，參加了諾門罕戰役。在日本陸軍舉兵南侵東南亞前，第64戰隊在幾次大型空戰中都納入戰列，麾下飛官亦有充足的空戰經驗。
這支部隊後來被帝國陸軍頌揚的緣由，是1941年4月第4任隊長加藤建夫上任以後，第64戰隊在1941年8月成為首先領取一式戰鬥機「隼」的唯二單位，也是帝國陸軍南侵的空優主力支柱，而後「加藤隼戰鬥隊」這個暱稱的來源，也是緣於第64戰隊在對英美作戰時的優異表現。
1941年12月3日，第64戰隊移駐法屬印度支那的富國島，掩護從海上運輸到泰國的日本陸軍船團；在日本陸軍借道泰國攻入英屬緬甸時，第64戰隊開始在東南亞與同盟國戰機作戰。先後在馬來半島、爪哇、緬甸方面與英國皇家空軍、中國空軍及支援中國空軍的飛虎隊作戰。1942年（昭和17年）5月22日，加藤與僚機共同追撃攻擊基地的布倫亨式轟炸機時，被布倫亨式的尾部機槍擊中戰死。加藤死後獲2階級特晉成為少將，並被讚揚為軍神。

## 組織人事

### 戰隊長
- 寺西多美彌 少佐：1938年（昭和13年）8月1日 - 1939年（昭和14年）3月9日
- 横山八男 少佐：昭和14年3月9日 - 昭和14年10月26日
- 佐藤猛夫 少佐：昭和14年10月26日 - 昭和16年4月10日
- 加藤建夫 中佐：昭和16年4月10日 - 昭和17年5月22日戰死（戰死後特進升少將）
- 八木正巳 少佐：昭和17年5月29日 - 昭和18年2月12日戰死
- 明樂武世 少佐：昭和18年2月23日 - 昭和18年2月25日戰死
- 廣瀬吉雄 少佐：昭和18年3月5日 - 昭和19年6月10日
- 江藤豊喜 少佐：昭和19年6月10日 - 昭和20年4月28日
- 宮邊英夫 少佐：1945年（昭和20年）4月28日 - 終戰

### 飛行隊長
- 奥山清藏 大尉：1938年（昭和13年）6月 - 1940年（昭和15年）3月
- 藤本秋助 大尉：昭和17年5月 - 昭和17年6月18日戰死
- 明樂武世 少佐：昭和17年10月 - 昭和18年2月23日（升戰隊長）
- 黒江保彦 大尉：昭和18年3月 - 昭和18年12月
- 宮邊英夫 少佐：昭和19年4月 - 昭和20年4月28日
- 角田一郎 大尉：1945年（昭和20年）4月 - 終戰

### 第1中隊長
- 澤田貢 大尉：1938年（昭和13年）昭和13年8月1日 - 1939年（昭和14年）3月
- 丸田文雄 大尉：昭和14年3月 - 昭和16年5月
- 高橋三郎 中尉：昭和16年5月 - 昭和16年12月7日戰死
- 丸尾晴康 大尉：昭和17年1月 - 昭和17年11月10日戰死
- 高橋俊二 中尉：昭和17年11月 - 昭和18年9月6日戰死
- 相原彪夫 大尉：昭和18年10月 - 昭和18年12月26日戰死
- 中村三郎 大尉：昭和18年12月 - 昭和19年10月3日戰死
- 岡崎正三 大尉：1944年（昭和19年）12月 - 1945年（昭和20年）1月15日戰死

### 第2中隊長
- 中尾次六 大尉：1938年（昭和13年）8月1日 - 1939年（昭和14年）7月
- 安西秀一 大尉：昭和14年7月 - 昭和14年9月1日
- 坂井菴 大尉：昭和14年9月1日 - 昭和16年7月
- 高山忠雄 中尉：昭和16年7月 - 昭和16年12月22日戰死
- 大谷益造 大尉：昭和17年1月 - 昭和17年12月5日戰死
- 關二郎 大尉：昭和18年1月 - 昭和18年2月13日戰死
- 宮邊英夫 少佐：昭和18年3月15日 - 昭和19年4月
- 松井弘至 中尉：1944年（昭和19年）6月 -1944年（昭和19年）9月

### 第3中隊長
- 鈴木五郎 大尉：1938年（昭和13年）8月1日 - 1940年（昭和15年）9月
- 安間克巳 大尉：昭和15年9月 - 昭和17年4月8日
- 黒江保彦 大尉：昭和17年4月 -  昭和18年3月
- 遠藤健 中尉：昭和18年3月 - 昭和18年5月15日戰死
- 檜與平 中尉：昭和18年5月 - 昭和18年12月
- 黒澤直 大尉：和19年1月 - 昭和19年5月15日戰死
- 北鄉丈夫 大尉：1944年（昭和19年）6月 - 1944年（昭和19年）9月10日戰死

### 戰隊附
- 若松幸禧 中尉：1939年（昭和14年）9月 - 1941年（昭和16年）5月
- 相澤忠雄 中尉：1945年（昭和20年）

## 電影《加藤隼戰鬥隊》
1944年（昭和19年），東寶將『加藤隼戰鬥隊』電影化。由陸軍省作為後援，並由情報局選定成為國民電影公開。
- 監督：山本嘉次郎
- 特攝監督：圓谷英二
- 出演：藤田進（飾加藤隊長）、大河内傳次郎、志村喬、灰田勝彦、高田稔、黒川彌太郎、沼崎勳、中村彰、河野秋武他

## 軍歌
在1940年（昭和15年）3月於南寧創作完成。正式曲名是「飛行第六十四戰隊歌」。
- 作詞：飛行第64戰隊所屬　田中林平准尉
- 作曲：南支派遣軍樂隊所屬　原田喜一軍曹、岡野正幸軍曹（只為第4段的旋律）
- JASRAC管理著作物。

## 關連項目
- 大日本帝國陸軍飛行戰隊列表
- 許崙墩